# Одноперехідний транзистор

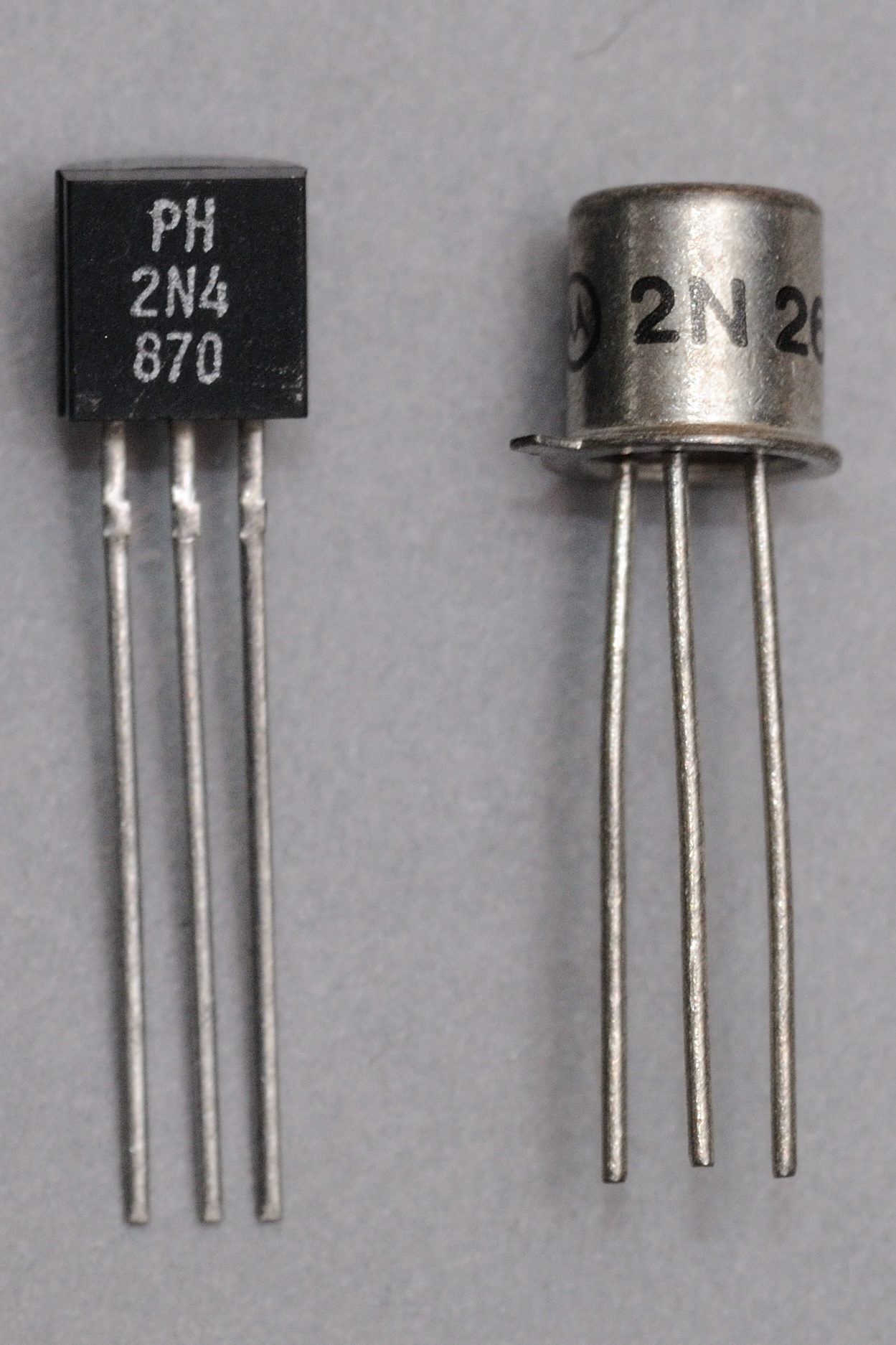
Одноперехідні транзистори

Одноперехідний транзистор (ОПТ) — напівпровідниковий прилад з трьома електродами і одним p-n переходом. Одноперехідний транзистор належить до сімейства тиристорів.

## Топологія та умовне позначення

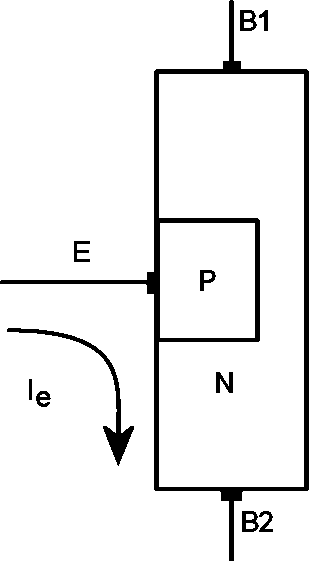
Структура

Основою транзистора є кристал напівпровідника (наприклад n-типу), який називається базою. На кінцях кристала є омічні контакти Б1 і Б2, між якими розташовується область, що має випрямляючий контакт Е з напівпровідником p-типу, що виконує роль емітера.
Позначення одноперехідного транзистора на принциповій електричній схемі та його структура

Позначення з n-каналом
Позначення з p-каналом

Випускався у СРСР і мав позначення КТ 117А (Б, В, Г).
Зарубіжні аналоги 2N6027, 2N6028. Випускаються і зараз.

## Історія
Конструкція приладу відноситься до сплавних структур на брусках германію. Вперше описаний Шоклі, Пірсоном і Хайнсом. У той час така структура називалася ниткоподібним транзистором. У процесі розвитку прилад мав об'ємну структуру, потім дифузійно-планарну і, нарешті, епітаксіально-планарну. Змінювалася і його назва від «діода з подвійною базою» до останньої, яка і закріпилась, «одноперехідний транзистор».

## Принцип роботи

Еквівалентна схема заміщення

Підсилювальні і перемикаючі властивості ОПТ обумовлені зміною опору бази у результаті інжекції у неї неосновних носіїв заряду.
Принцип дії одноперохідного транзистора зручно розглядати, скориставшись еквівалентною схемою, де верхній опір {\displaystyle R_{B1}} і нижній опір {\displaystyle R_{B2}} — опори між відповідними виводами бази і емітера, а діодом зображено емітерний р-п-перехід.
Струм, що протікає через опори {\displaystyle R_{B2}} і {\displaystyle R_{B1}}, створює на першому з них падіння напруги, яке зміщує діод у зворотному напрямку. Якщо напруга на емітері Uе менше падіння напруги на опорі {\displaystyle R_{B1}} — діод закритий, і через нього тече тільки струм витоку. Коли ж напруга Uе стає вище за напругу на опорі {\displaystyle R_{B2}}, діод починає пропускати струм у прямому напрямі. При цьому опір {\displaystyle R_{B2}} зменшується, що призводить до збільшення струму у ланцюзі діод-{\displaystyle R_{B2}}, що у свою чергу, викликає подальше зменшення опору {\displaystyle R_{B2}}. Цей процес протікає лавиноподібно. Опір {\displaystyle R_{B2}} зменшується швидше, ніж збільшується струм через р-n-перехід, у результаті на вольт-амперній характеристиці одноперехідного транзистора з'являється область від'ємного опору. При подальшому збільшенні струму залежність опору {\displaystyle R_{B2}} від струму через р-n-перехід зменшується, і при значеннях більших за деяку величину Iвимкн опір не залежить від струму (область насичення).
При зменшенні напруги зсуву Uзс вольт-амперна характеристика зміщується вліво і за відсутності його перетворюється у характеристику відкритого р-n-переходу.

## Параметри ОПТ

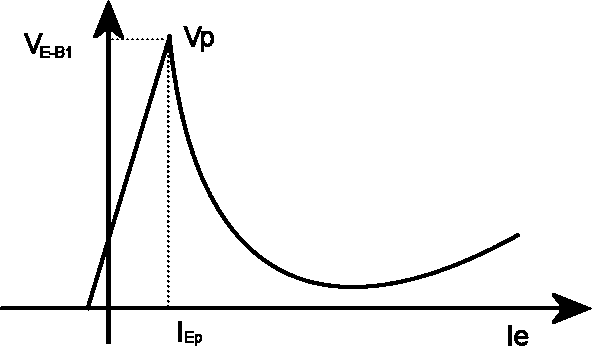
Вольт-амперна характеристика одноперехідного транзистора

Основними параметрами одногоперехідних транзисторів є:
- Міжбазовий опір {\displaystyle R_{BB}=R_{B1}+R_{B2}\,}
- Коефіцієнт передачі {\displaystyle \eta \,}, що характеризує напругу перемикання і визначається за формулою

{\displaystyle \mathrm {H} ={\frac {R_{B1}}{R_{B1}+R_{B2}}}={\frac {R_{B1}}{R_{BB}}}}
- Напруга спрацьовування Uспр — мінімальна напруга на емітерному переході, необхідна для переходу приладу зі стану з великим опором у стан з від'ємним опором
- Струм включення Iвкл — мінімальний струм, необхідний для включення одноперехідного транзистора, тобто переведення його в область негативного опору
- Струм вимикання Iвим — найменший емітерний струм, що утримує транзистор у включеному стані
- Напруга вимикання Uвим — напруга на емітерному переході при струмі через нього, рівному Iвим;
- Зворотний струм емітера Iез — струм витоку закритого емітерного переходу

## Застосування

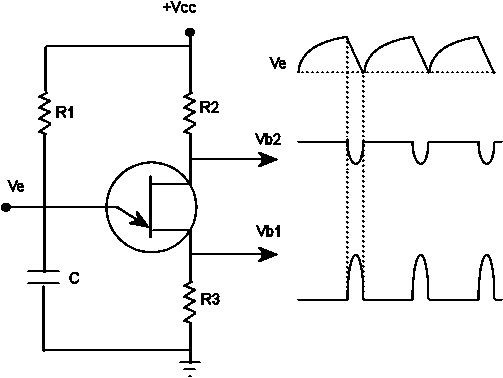
Генератор релаксаційних коливань

Одноперехідні транзистори отримали широке застосування у різних пристроях автоматики, імпульсної і вимірювальної техніки — генераторах, порогових пристроях, дільниках частоти, реле часу і т. д. Хоча основною функцією ОПТ є перемикач, в основному функціональним вузлом серед більшості схем на ОПТ є релаксаційний генератор.
У зв'язку з відносно великим обсягом бази одноперехідні транзистори поступаються біполярним за частотними характеристиками.